# Eurosa
Eurosa es un subgénero del género Rosa (rosales y eglantinas), familia Rosaceae. Es uno de los cuatro subgéneros pero, con mucho, el más grande, que incluye la mayoría de las especies del género.

## Características generales
Las hojas son compuestas imparipinnadas y cuentan de 5 a 7 foliolos. Estas son a veces  vellosas (Rosa tomentosa, Rosa villosa).
Las flores, varían de color según las especies de blanco a rosado o rosa, son simples, con cinco sépalos lobulados y están reunidas en corimbos.
En las Caninae, el número cromosómico de base es n=7, la mayor parte de las especies son pentaploides.
Presentan la particularidad de que en la meiosis, el polen solo hereda un conjunto de cromosomas (7), en tanto que el óvulo recibe 4x7 cromosomas.
La reproducción puede ser autogama o alogama. Los cruces interespecíficos son comunes en la sección.

## Origen y distribución
Los rosales de Eurosa son originarios del América del Norte, Asia y Europa (incluyendo las islas británicas sur de Escandinavia, y el oeste de la Rusia) de África del Norte (Magreb) y Asia Menor (Turquía, Líbano, Siria)

## Subdivisiones
Este subgénero se subdivide en 11 secciones :
- Banksianae, rosales con flores blancas y amarillas de China,
- Bracteatae, tres especies asiáticas, de las cuales dos son de   China y una de la India,
- Caninae, especies con flores rosas y blancas de Asia, de Europa y de Norte de África,
- Carolinae, rosales con flores blancas, rosas y rosa brillante de América del Norte,
- Chinenses, rosales con flores blancas, rosas, amarillas, rojas y multicolores de China y de Birmania,
- Cinnamomeae, los rosales « canela », rosales con flores blancas, rosas, lilas, mirtilo y  rojas presentes en toda el área de distribución del género salvo el Norte de África,
- Gallicanae, rosales flores de color rosa, púrpura o abigarrado en el Asia occidental y Europa,
- Gymnocarpae, pequeño grupo de especies que difieren en el receptáculo caduco sobre el fruto; una especie proviene de América del Norte (Rosa gymnocarpa), las otras de Asia oriental,
- Laevigatae, una sola especie con flores blancas originaria de China,
- Pimpinellifoliae, rosales con flores blancas, rosas, de color amarillo brillante, púrpura y rosa abigarrado de Asia y Europa,
- Synstylae, rosales con flores blancas, rosas y púrpura de toda el área de difusión del género.

## Cultivo y uso
Las Caninæ, especialmente Rosa canina, sirven de portainjertos para diversas variedades de rosales.[cita requerida]
Las variedades hortícolas han sido seleccionadas para el cultivo ornamental.[cita requerida]
De las semillas de Rosa rubiginosa, se extrae el aceite de rosa mosqueta de Chile, utilizado en la industria cosmética.